# Craig Gillespie
Craig Gillespie (Sydney, 1 de setembro de 1967) é um diretor de cinema, televisão, videoclipe e comercial australiano-americano. Ele é mais conhecido por dirigir os filmes Lars and the Real Girl (2007), Eu, Tonya (2017), Cruella (2021), e por ser o diretor escolhido para a adaptação de Supergirl (2026).

## Filmografia
| Ano  | Titulo                              |
| ---- | ----------------------------------- |
| 2007 | Mr. Woodcock Lars and the Real Girl |
| 2011 | Fright Night                        |
| 2014 | Million Dollar Arm                  |
| 2016 | Horas Decisivas                     |
| 2017 | Eu, Tonya                           |
| 2021 | Cruella                             |
| 2023 | Dumb Money                          |
| 2026 | Supergirl                           |